# Brucknerallee 184 (Mönchengladbach)

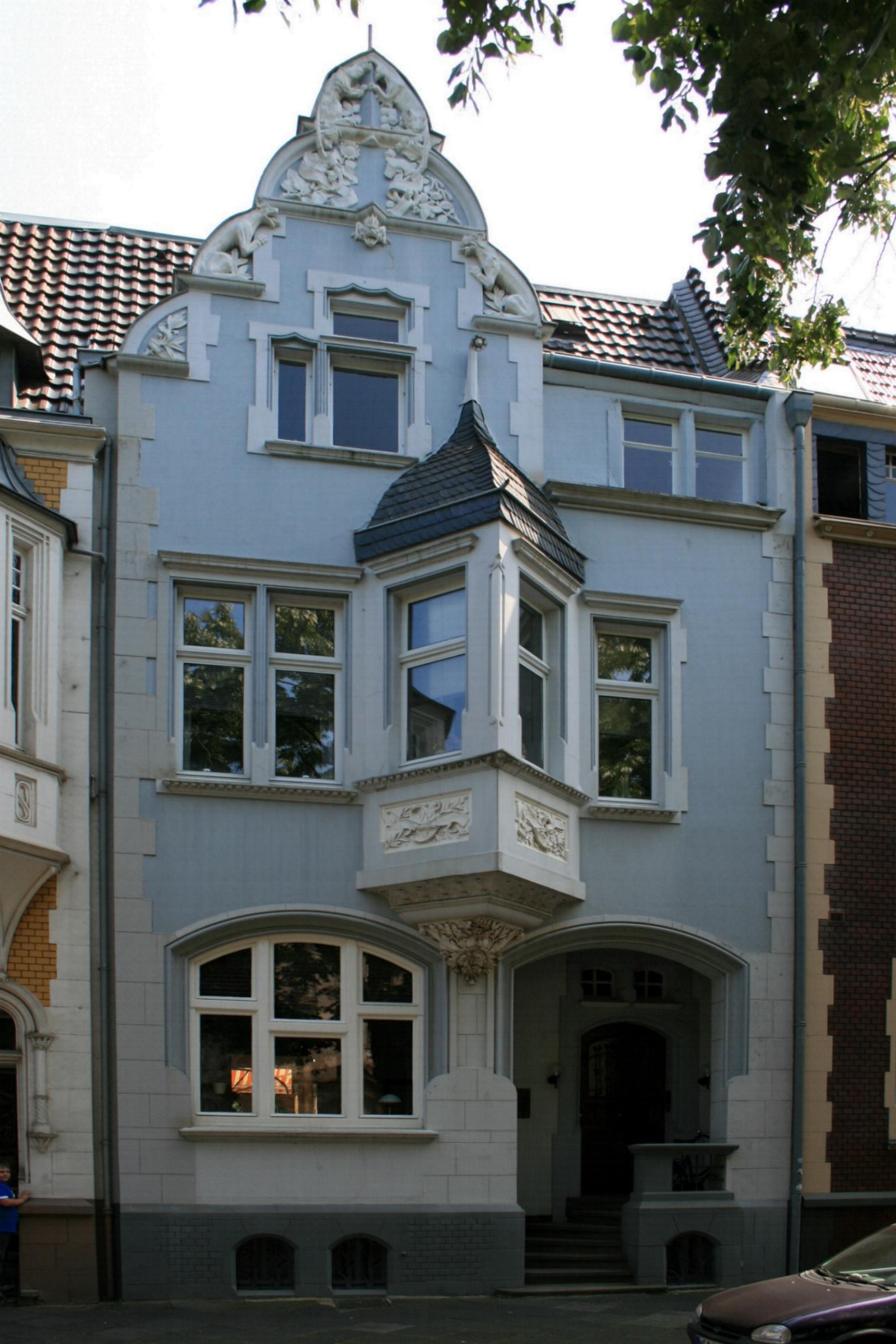
Wohnhaus (2010)

Das Wohnhaus Brucknerallee 184 steht im Stadtteil Grenzlandstadion in Mönchengladbach (Nordrhein-Westfalen).
Das Gebäude wurde 1899 erbaut. Es ist unter Nr. B 060 am 15. Dezember 1987 in die Denkmalliste der Stadt Mönchengladbach eingetragen worden.

## Architektur
Bei dem Wohnhaus handelt es sich um ein zweieinhalb geschossiges traufenständiges Gebäude von zwei breit ausgebildeten Fensterachsen mit steilem, ziegelgedecktem Satteldach. Das 1899 erbaute Haus hat eine detailfreundliche Stuckfassade mit Fenster unterschiedlicher Gestalt und Größe.